# Julià Grau i Santos
Julià Grau i Santos (Canfranc, Jacetània, 1937) és un pintor català. És fill d'Emili Grau i Sala i d'Àngels Santos i Torroella també pintors, i nebot de Rafael Santos Torroella.
Es forma a Barcelona molt vinculat a l'escola de Sant Jordi de la Universitat. Conrea el paisatge i la figura, com també el gènere de composició. Treballa en diferents camps com el dibuix, les aquarel·les, la pintura al pastel i la terrissa.

## Exposicions
Des de la seva primera exposició a la Sala Libros de Zaragoza (1957) ha realitzat més de cent exposicions podent destacar-ne:
- 1999 - Sala de Exposiciones Antiguo Convento de las Carmelitas, Cuenca.
- 1998 - Galeria Juan Gris, Madrid. - Galeria Foz, Sitges, Barcelona.
- 1987 - Justin Lester Gallery, Los Angeles, USA.
- 1979 - Galeria del Cisne, Madrid.
- 1968 - Salon des Artistas FranÃ§ais, Grand Palais, Paris.

## Premis i reconeixements
Ha estat guardonat, entre altres premis, amb la Medalla Ramon Rogent del Saló de Maig de Barcelona (1962), el premi Villa de Palamós (1968) i la Medalla d'Honor del Premi BMW (1987). Fou nomenat membre associat de la Societé Nationale des Beaux Arts (1979).